# كيفن ستيل
كيفن ستيل (بالإنجليزية: Kevin Steel)‏ هو سباح أمريكي، ولد في 4 أغسطس 1991 في مورستاون ‏ في الولايات المتحدة.